# 機構典藏
机构典藏（institutional repository），簡稱IR，是一种收集、保留和传播某个机构（特别是研究机构）的数位格式智慧財產作品的在线场所。
对于大学来说，机构典藏包括学术期刊文章、正在受同行评审的稿件、数字版本的毕业论文和专题论文；可能还包括其它日常学术机构生产的数字资产，如行政管理文档、教案和学习素材等等。

## 內涵
1.徵集對象應以所屬的母機構內的教職員及其著作等出版品為主。
2.徵集內容應為收錄內容為數位形式，且機構應收藏全文。
3.典藏內容及運作方式應由機構定義，但以社群為導向，並授權社群成員管理權責。
4.應採長久保存方式，應將機構典藏內容維持長久保存及永久取用。

## 外部連結
- DSpace （页面存档备份，存于） (開放源碼的機構典藏系統)
- EPrints （页面存档备份，存于）（自由软件类的机构典藏系统）
- ir.org.tw （页面存档备份，存于） (臺灣機構典藏計畫網站)